# Antonio Notario
Antonio Notario Caro (* 19. November 1972 in Mataró) ist ein ehemaliger spanischer Fußballspieler.

## Spielerkarriere

### Die Anfänge
Antonio Notario begann seine Karriere beim FC Granada in der spanischen Segunda División B. In der Saison 1993/94 wechselte er zum B-Team des FC Valencia. Anschließend ging der Katalane zu Real Murcia, wo er die Hälfte aller Saison-Spiele bestritt. In der Saison 1995/96 stand Notario bei CP Almería unter Vertrag, aber auch dort blieb er nur ein Jahr lang – er spielte nur zweimal in der gesamten Spielzeit. Auch die folgenden Jahre blieb Notario in der Dritten Liga. Bis 2000 war Notario Stammspieler bei Guadix CF und dem FC Granada.

### Als Profi
Im Sommer 2000 gelang Notario erstmals der Schritt in den Profifußball (mit 28 Jahren), weshalb man ihn wohl als Spätstarter bezeichnen kann. Beim FC Sevilla wurde Notario schnell Stammspieler und konnte noch im ersten Anlauf mit den Andalusiern in die erste Liga aufsteigen. Auch dort war er zwei Jahre lang Stammspieler, bis er 2003/2004 auf der Ersatzbank Platz nehmen musste. Noch drei weitere Spielzeiten stand Notario bei Sevilla unter Vertrag. Zwar war er nur Ersatz-Torwart, jedoch war er Mitglied der Mannschaft, die 2006 den UEFA Cup gewann. Nach diesem Erfolg wechselte er zum Zweitligisten Real Murcia, mit dem er in seiner Premieren-Saison aufstieg. Dort erspielte er sich ebenfalls einen Stammplatz.

## Celta
Nach der Verpflichtung von Javier Clemente besaß Notario keine Zukunft mehr bei Murcia, so dass er den Absteiger ablösefrei verließ, um beim Zweitligisten Celta Vigo zu unterschreiben. Sein Trainer José Murcia machte ihn zur Nummer eins im Tor. Diesen Status verlor er am 32. Spieltag der Saison 2008/09, als Vigo gegen den Abstieg kämpfte. Ihm blieb hinter Ismael Falcón der Platz auf der Bank. Im Sommer 2009 verließ er Vigo wieder und schloss sich Ligakonkurrent Albacete Balompié an. Hier hatte er gegenüber Jesús Cabrero zunächst die Nase vorn, verlor nach einem Drittel der Saison aber seinen Platz. Im Sommer 2010 beendete er seine Laufbahn.

## Erfolge

### FC Sevilla
- 2000/01 – Aufstieg in die Primera División
- UEFA Cup 2005/06

### Real Murcia
- 2006/07 – Aufstieg in die Primera División